# Zbigniew Warpechowski

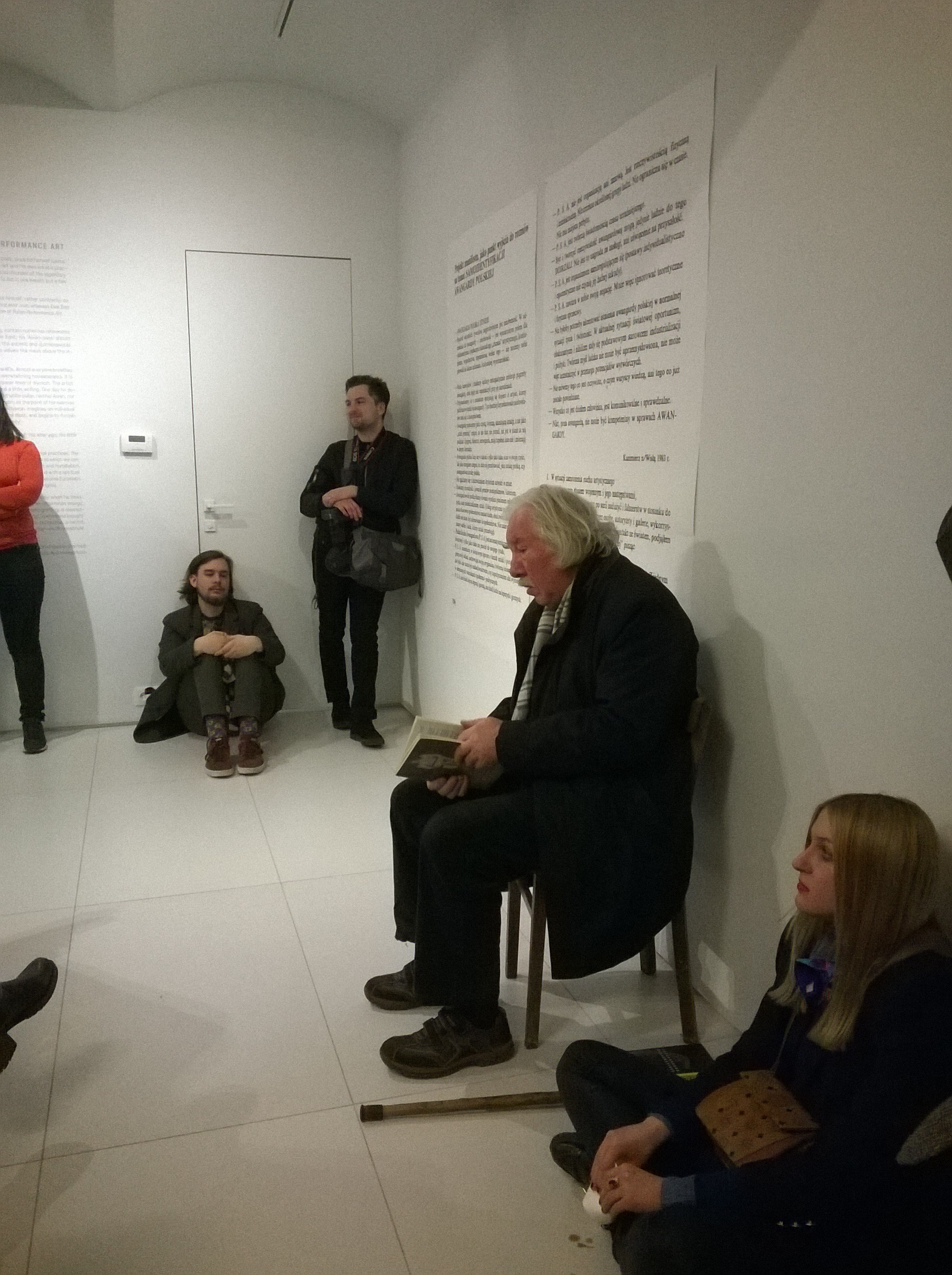
Zbigniew Warpechowski (2. von rechts) bei einer Performance in der Shefter Gallery in Krakau (2017)

Zbigniew Warpechowski (* 10. Oktober 1938 in Wolhynien) ist ein polnischer Performance- und Konzeptkünstler sowie Szenenbildner.

## Leben und Werk
Warpechowski studierte von 1956 bis 1963 an der Technischen Universität Krakau und von 1964 bis 1965 an der Akademie der Bildenden Künste Krakau. 1985 war Warpechowski Mitbegründer des Black Market International, einer Performancekünstlergruppe.
Seit 1962 entstanden Malereien und seit 1964 Poesie, die sich dann um 1967 zur Performance weiterentwickelte. Zbigniew Warpechowski zeigte rund 260 Performances in 26 Ländern und war Teilnehmer der documenta 8. „Being and Doing“ (1984), mit Stuart Brisley wurde 2014 in der Galeria Zachęta gezeigt. Auch im Schloss Ujazdowski und im Muzeum Sztuki Nowoczesnej w Warszawie wurden seine Performances gezeigt. Malereien von Zbigniew Warpechowski befinden sich in den Sammlungen des Nationalmuseum Warschau, Muzeum Sztuki w Łodzi, Muzeum Okręgowe im. Leona Wyczółkowskiego w Bydgoszczy, Regional Museum – Koszalin.
Zbigniew Warpechowski ist Szenenbildner für die Filme  Gespenster von Wojciech Marczewski (1979),  Golem von Piotr Szulkin (1980) und viele mehr.